# Erdal Akpınar
Erdal Akpınar (* 1938) ist ein ehemaliger türkischer Fußballspieler.

## Karriere
Akpınar begann seine Karriere in der Saison 1965/66 bei Galatasaray Istanbul. Sein erstes und einziges Pflichtspiel für Galatasaray absolvierte Akpınar am 13. November 1965 gegen Altay Izmir. Im Sommer 1966 wechselte Akpınar in die 2. Liga zu Sakaryaspor. Für Sakaryaspor spielte der Abwehrspieler acht Jahre lang und kam zu 213 Zweitligaspielen.

## Weblink
- Spielerprofil auf mackolik.com

## Einzelnachweis
1. ↑  mackolik.com: Galatasaray-Altay 1:1 (13. November 1965), abgerufen am 14. Februar 2019.

| Personendaten    | Personendaten             |
| ---------------- | ------------------------- |
| NAME             | Akpınar, Erdal            |
| KURZBESCHREIBUNG | türkischer Fußballspieler |
| GEBURTSDATUM     | 1938                      |